# Leavenworth (Kansas)
Leavenworth – miasto w Stanach Zjednoczonych, w stanie Kansas, siedziba administracyjna hrabstwa Leavenworth.